# Markus Eibegger
Markus Eibegger (ur. 16 października 1984) – austriacki kolarz szosowy, zawodnik profesjonalnego teamu Team Gourmetfein - Simplon.
Mistrz Austrii w wyścigu ze startu wspólnego elite w 2009 roku, uczestnik Tour de France w 2010 roku.

## Najważniejsze osiągnięcia
- 2005
  -  1. miejsce w mistrzostwach Austrii (do lat 23, start wspólny)
  -  1. miejsce w mistrzostwach Austrii (do lat 23, jazda ind. na czas)
- 2006
  - 1. miejsce w Grand Prix Guillaume Tell
- 2007
  - 3. miejsce w Route du Sud
  - 2. miejsce w mistrzostwach Austrii (start wspólny)
- 2009
  -  1. miejsce w mistrzostwach Austrii (start wspólny)
  - 1. miejsce na 2. etapie Bayern Rundfahrt
  - 1. miejsce na 2. etapie Istarsko Proljeće
- 2010
  - 6. miejsce w Tour de Langkawi
- 2011
  - 1. miejsce w Tour de Taiwan
    - 1. miejsce na 3. etapie
- 2012
  - 1. miejsce w Istarsko Proljeće
- 2013
  - 1. miejsce na 2. etapie Sibiu Cycling Tour
  - 2. miejsce w Circuit des Ardennes

## Starty w Wielkich Tourach
| Grand Tour | 2010 | 2011 | 2012 | 2013 |
| ---------- | ---- | ---- | ---- | ---- |
| Giro       | 48.  | -    | -    | -    |
| Tour       | DNF  | -    | -    | -    |
| Vuelta     | -    | -    | -    | -    |